# Antonín Keprt
Antonín Keprt (8. dubna 1902 Napajedla – 14. dubna 1942 Koncentrační tábor Mauthausen) byl český učitel, odbojář a oběť nacismu.

## Život
Rudolf Kadlec se narodil 8. dubna 1902 v Napajedlích na Zlínsku. Absolvoval prezenční vojenskou službu, kterou ukončil jako poručík v záloze. Stal se učitelem a působil na obecné škole v Jalubí. Učitelkou byla i jeho manželka. Byl cvičitelem Orla. Po německé okupaci v březnu 1939 vstoupil do protinacistického odboje v organizaci Obrana národa. Za svou činnost byl 20. května 1941 během vyučování zatčen gestapem. Dva týdny byl vězněn v Uherském Hradišti a poté v brněnských Kounicových kolejích. Dne 8. prosince 1942 byl v Brně stanným soudem odsouzen a 19. ledna 1942 odtransportován do koncentračního tábora Mauthausen. Zde 14. dubna 1942 zahynul.

## Posmrtná ocenění
- Antonínu Keprtovi byla na budově obecního úřadu v Jalubí odhalena pamětní deska[1]